# 南希岩

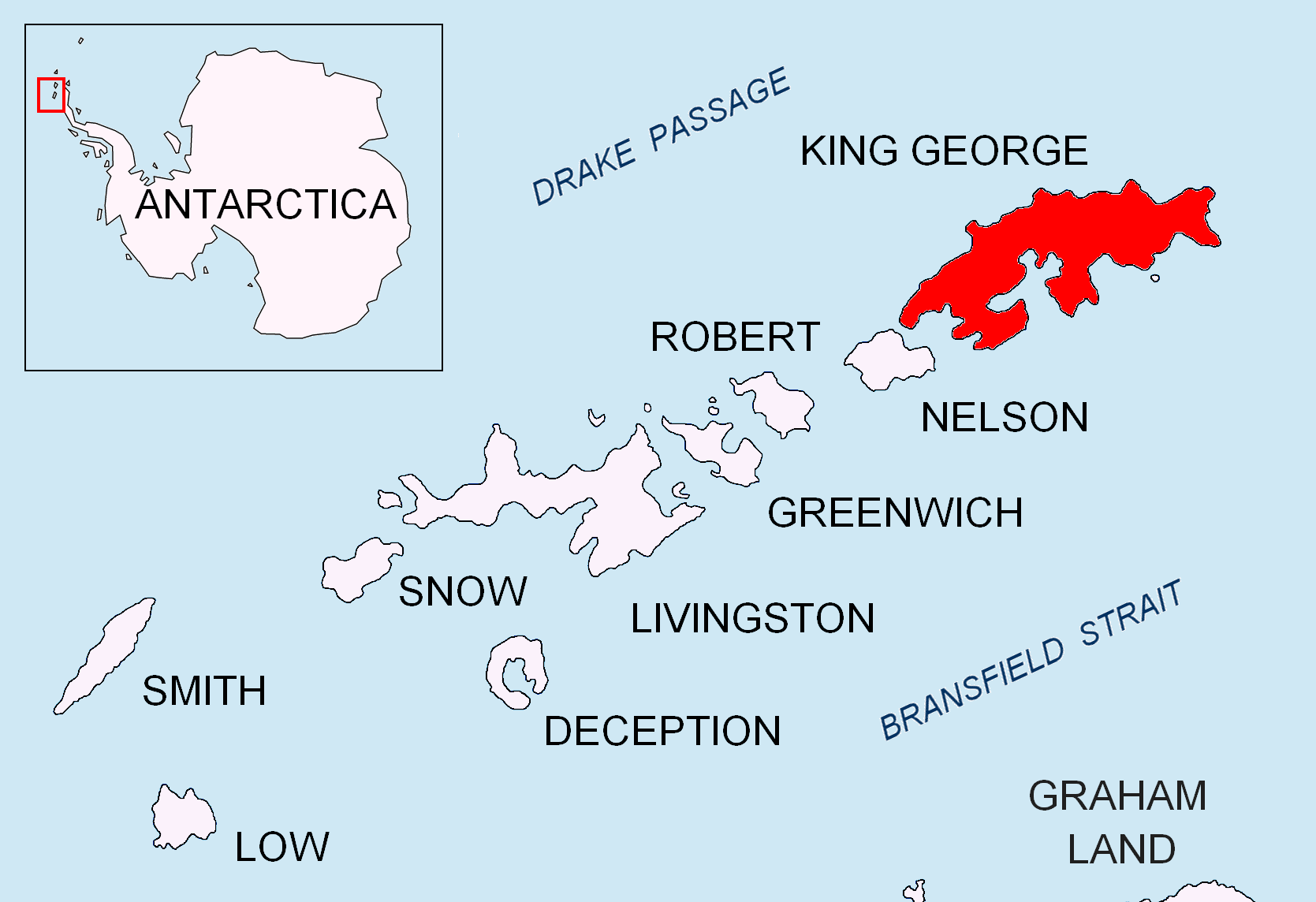

南希岩（英語：Nancy Rock），是南極洲的岩石，位於南設得蘭群島的喬治王島，處於平頂半島以西3.7公里，在1961年由英國南極名稱諮詢委員會命名，現時由南極條約體系管理。